# Moda sostenible

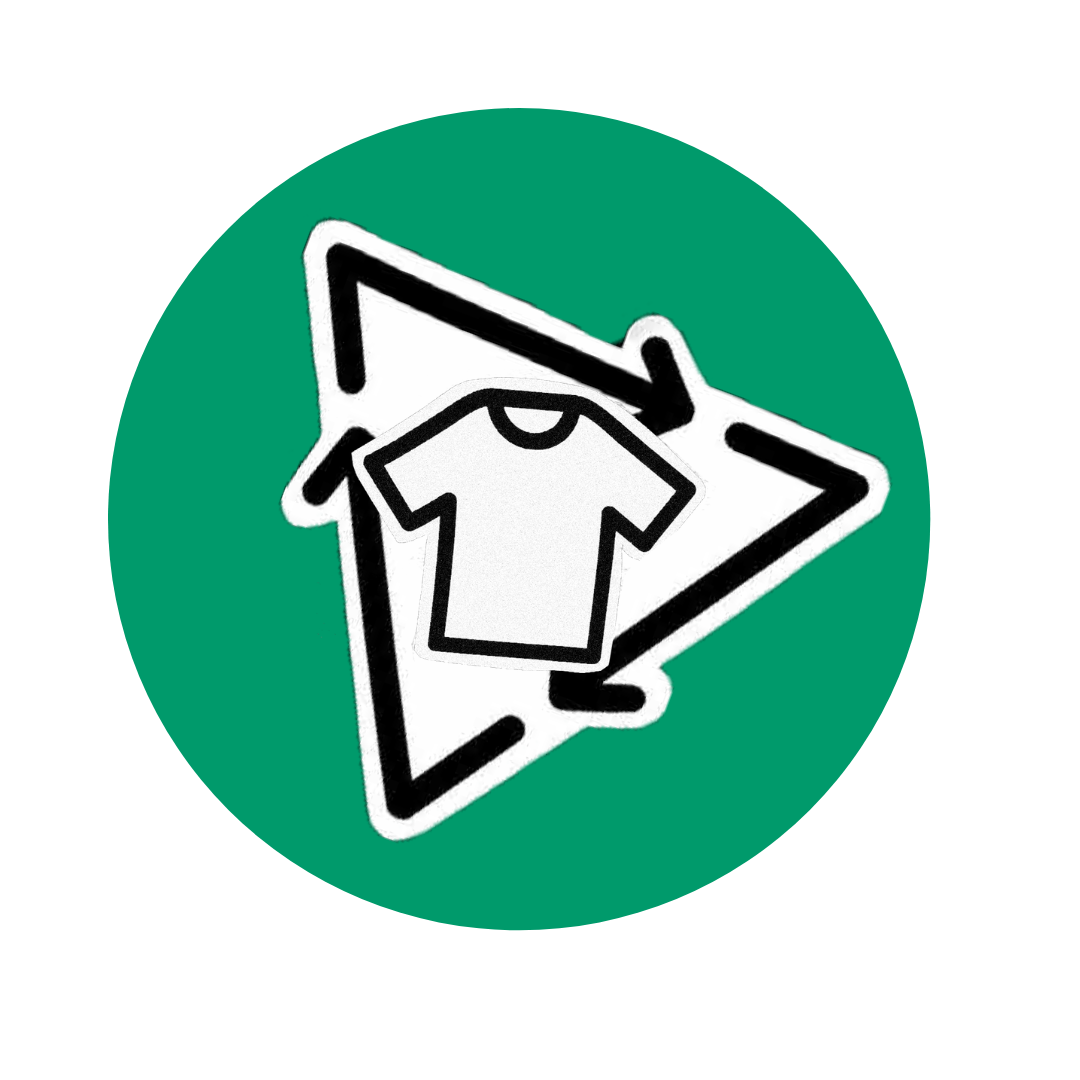

La moda sostenible, también llamada moda ética, es una parte de la creciente filosofía del diseño y tendencia de la sostenibilidad, cuyo objetivo es crear un sistema que pueda ser apoyado indefinidamente en términos de ambientalismo y responsabilidad social. 
Para construir un sistema de la moda sustentable es necesario trascender el cambio en cuanto a innovación de producto y pensar en cómo el sistema de la moda actual se encuadra en paradigmas económicos y legales que deben ser reconsiderados para re-alinearse con los límites del planeta.
En cuanto a materiales, no hay consenso científico sobre cuáles son los materiales textiles más sustentables, ya que depende de cuáles indicadores se consideren, como la reciclabilidad, uso de agua y tierra, huella de carbono, esparcimiento de microplásticos en el ambiente, etc. 
Los dos aspectos más preocupantes del sector de la moda en las últimas décadas son el crecimiento de los volúmenes de producción y consumo, y el crecimiento de la presencia de materiales sintéticos en la indumentaria.
Dado que la producción es la etapa del ciclo de vida de la indumentaria con mayor impacto, un desafío central para rediseñar el sistema de la moda es el de reducir los volúmenes de producción al mismo tiempo que se mejora el nivel de bienestar de las personas que producen y visten ropa.

## Origen y propósito
La moda sostenible es parte de la tendencia más amplia del diseño sostenible donde se crea un producto elaborado considerando el impacto ambiental y social que puede tener en todo su ciclo de vida, incluyendo su "huella de carbono". De acuerdo con la publicación de mayo de 2007 de Vogue, la moda sostenible no apareció para ser una tendencia a corto plazo, podría durar varias temporadas. Mientras el ambientalismo se manifiesta en el mundo de la moda a través de una donación del porcentaje de las ventas de un producto a una causa caritativa, los diseñadores de moda están ahora reintroduciendo métodos con conciencia ecológica a través de la utilización de materiales ambientalmente amigables y métodos socialmente responsables de la producción.
Según Earth Pledge, una organización sin fines de lucro comprometida a promover y apoyar el desarrollo sostenible: "al menos 8.000 sustancias químicas se utilizan para convertir las materias primas en los textiles y el 25% de pesticidas son utilizados para el cultivo de algodón no orgánico. Esto provoca daños irreversibles en las personas y en el medio ambiente biofísico, y también dos tercios de la huella de carbono de las prendas se producirá después de su adquisición".

## Materiales
Hay muchos factores al considerar la sostenibilidad de un material. Por ejemplo, la renovabilidad y la fuente de una fibra, el proceso de cómo una fibra cruda se convierte en un textil, las condiciones de trabajo de las personas que producen los materiales, y la total huella de carbono de ese material. Comprometidos en allanar el  camino hacia la construcción colectiva de una industria socialmente responsable, es necesario saber cuáles son las fibras textiles que se presentan como alternativas de bajo impacto para la seda, el algodón, el cuero y la lana. “Actualmente, más del 60% de la ropa en nuestra industria está compuesta de poliéster creado a partir de procesos tóxicos y, según el Banco Mundial, el 20% de la contaminación del agua se debe al procesamiento de textiles. El algodón y el cuero son dos de los materiales más “sucios” en nuestros armarios, ya que utilizan una amplia gama de pesticidas, agua y energía en la producción, (...)”

### Las fibras naturales
Las fibras naturales son fibras que se encuentran en la naturaleza y no son fabricadas a base de petróleo. Las fibras naturales se pueden clasificar en dos grupos principales, fibras de origen vegetal: 1) fruto Algodón, Coco, Kapoc; 2) tallo: Lino, Yute, Cáñamo, Ramio; 3) hoja: Sisal, Abacá, Formio, Esparto ;  y  fibras de origen animal: 1) lana : Merino, Corriedale, Lincoln, Romey Marsh; 2) pelos: Cabra, Camélidos, Angora y 3) seda: Bombix Mori, Tussah, Fogara, Eria. Existe un tercer grupo dentro de las fibras naturales, que son las de origen mineral: Amianto y Asbesto.

### Celulosa
El algodón es uno de los cultivos más ampliamente cultivado y con cultivos químico-intensivos en el mundo. El algodón de cultivo convencional utiliza aproximadamente el 25% de los insecticidas del mundo y más del 10% de los pesticidas. Otras fibras de celulosa incluyen: yute, lino, cáñamo, ramio, Abaca, Bambú (utilizado para viscosa), soya, maíz, plátano, piña, etc.

### Proteína
- Lana
- Seda
- Angora
- Alpaca
- Llama
- Vicuña
- Cashmere

### Fabricado
A partir de materiales naturales:
Lyocell, ácido poliláctico o PLA (polímero de maíz)
Existen variadas alternativas en producción de fibras sostenibles actualmente con bajo impacto ambiental, que son el resultado de años de búsqueda, investigación y experimentación con residuos y desechos diversos, con el objetivo de generar una industria circular, de producción sostenible y socialmente responsable. 
Microsilk: Realizado a partir de los hilos de seda de las telarañas. La empresa Bolt Threads desarrolló un sistema para que este textil sea comercialmente viable.  A partir de la utilización de ingeniería bio genética,  la levadura de las telas de araña se utiliza para producir grandes cantidades de proteínas de seda a través de un proceso de fermentación que utiliza agua y azúcar. La seda líquida cruda se hila en fibras y se teje en prendas,  esta fibra es renovable y completamente sostenible. Características únicas: Durable, resistente al agua y renovable.
Orange Silk: Hecho de cáscara de naranja.  La empresa italiana Orange Fiber utiliza 700.000 toneladas de residuos de subproductos de cítricos que se producen anualmente en su país, para convertir estos desechos en una fibra natural con baja huella de carbono. El proceso extrae la celulosa cítrica de estas cáscaras de naranja sobrantes y la convierte en una fibra; dando como resultado un tejido refinado y de alta calidad. Características únicas: Suave, multiuso, renovable.
Piñatex: Hecho de Hojas de piña. Una experta en productos de piel, decidió introducir una alternativa sostenible al cuero para desarrollar sus productos. Durante siete años investigó y creó un textil de cuero no tejido con el uso de hojas de piña, otro subproducto de los desechos agrícolas. Su compañía, Ananas Anam, desarrolló la primera máquina automatizada para ayudar en el proceso de decorticación, que extrae las fibras largas de las hojas que se convierten en una malla.  Piñatex tiene apariencia de cuero, es una fibra sostenible  y se utiliza en prendas de vestir, calzado, accesorios de moda y muebles, con un bajo impacto ambiental y una alta responsabilidad social. Características únicas: Ética, vegana, resistente.
Tencel: Hecho de pulpa de madera. El tencel es un tejido liviano y versátil fabricado con Lyocell (rayón), una fibra de celulosa desarrollada al disolver pulpa de madera que proviene de plantaciones de eucaliptos gestionadas de manera sostenible. Debido a sus características de transpirabilidad, absorción de humedad, regulación térmica y propiedades antibacterianas se utiliza en indumentaria deportiva y lencería de primera piel. Su producción es de ciclo cerrado sostenible por lo que tiene un bajo impacto ecológico.  Características únicas: Absorbente de humedad, antibacteriano, biodegradable.
Zoa: Hecho de ADN bio-fabricado. Cuero sostenible.  Modern Meadow utiliza células cultivadas en el laboratorio que se fermentan y se multiplican para formar proteínas de colágeno y se ensamblan para formar un cuero artificial vegano; por su versatilidad es adaptable a diversos usos. Características únicas: ético, cruelty-free.
S.Cafe. Hecho de café molido. La empresa taiwanesa Yingtex innovó un hilo ecológico a partir de la experimentación de  café molido y botellas de plástico; los residuos de café provienen de tiendas en Taiwán. Características únicas: desodorizante, de secado rápido, resistente a los rayos UV.
Mestic. Hecho de  estiércol de vaca. La diseñadora holandesa Jalila Essaïdi propuso utilizar el exceso de estiércol de vaca de la ganadería lechera intensiva generando de este modo un proceso industrial circular utilizando el estiércol del ganado para producir fibras bioplásticas y sostenibles Características únicas: eficiencia energética, renovable, inodoro.  

### Fibras recicladas
Las fibras recicladas o regeneradas están hechas de pedazos de telas recogidas de fábricas de ropa, que se procesan de nuevo en fibras cortas para girar en un nuevo hilo. Hay sólo unas pocas instalaciones a nivel mundial que son capaces de procesar los recortes y las variaciones van desde una mezcla de fibras de algodón reciclado y de hilos RePet añadidos para la resistencia a las fibras de algodón reciclado.
Dentro de las fibras recicladas, se destaca también Polylana. Hecho de  textiles reciclado, la compañía introdujo una alternativa de bajo impacto a las fibras acrílicas o de lana hecha de una mezcla de materiales vírgenes y reciclados. En sus procesos de producción utilizan un 85% menos de agua, un 76% menos de residuos y un 19% menos de CO2.  Características únicas: Bajo impacto, fácil de mezclar con otros materiales.

## Diseñadores

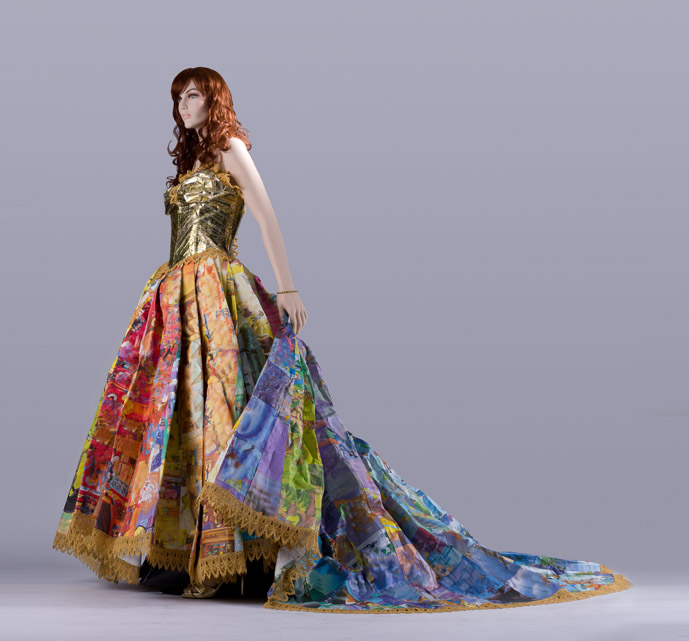
El libro de oro del vestido de Ryan Jude Novelline

Los diseñadores dicen que están tratando de incorporar estas prácticas sostenibles en la ropa moderna, en lugar de la producción de "ropa hippie". Debido a los esfuerzos realizados para minimizar el daño en el crecimiento, la fabricación y el envío de los productos de manera sostenible, los productos son normalmente más caros que la ropa producida por métodos convencionales. Celebridades, modelos y diseñadores como Lucy Tammam, Stella McCartney, Frock Los Ángeles, Amour Vert, Edun, Shalom Harlow y Summer Rayne Oakes han elaborado recientemente conciencia social y ambiental de la moda que se usa. La semana de la moda de Portland, que ha contado con diseñadores sostenibles y ropa desde el 2005, también ha atraído a la prensa internacional por sus esfuerzos para producir de forma sostenible a la semana de la moda que muestra 100% diseños ecológicos.
En Europa las marcas de renombre son Re-Bello de Italia, armedangels de Colonia, Alemania, la moda Ajna-Orgánica de Alemania, Nudie Jeans de Suecia, Pelechecoco De Dinamarca, KamiOrganic de París, Green Shirts de Alemania, Pantalones de l a Pobreza o zapatos Po-Zu de Londres, room to roam de Múnich, accesorios Royal Blush de Suiza, Wabi Sabi Eco Moda Concepto de España o la Bio Shirt de Berlín.
En Costa Rica e Italia, Generación Pacifique tiene un rol importante en un nuevo movimiento global encaminado a elevar la conciencia humana y la ropa con conciencia ecológica.
Una nueva parte interesante de la moda sostenible es la llamada costura prisión. Los primeros prisioneros de Europa del Este son el diseño de la moda prisión sostenible en Letonia y Estonia.
Considerado como el  príncipe azul  de diseñadores verdes, Ryan Jude Novelline creó un vestido de baile construido enteramente de las páginas de los libros para niños recicladas, el vestido fue conocido como  El libro de oro del vestido  que " demostró que la moda verde puede proporcionar tanta fantasía como se puede imaginar ".
El movimiento de la moda sostenible ha comenzado a ser significativo en las carreteras de la [juegos de cama] [] segmento de la categoría de moda para el hogar. Marcas como Boll y Branch hacen todos sus productos de algodón orgánico y han sido certificados por la Feria de EUA.

## Organizaciones
Hay algunas organizaciones que trabajan para aumentar las oportunidades para los diseñadores sostenibles y aumentar la visibilidad del movimiento. La Asociación Nacional de Diseñadores de Moda Sostenible es una de esas organizaciones. Su propósito es ayudar a los empresarios con empresas en crecimiento relacionados con la moda que crean el cambio social y son respetuosos con el medio ambiente. Diseñadores Sostenible ofrece educación especializada de triple línea de fondo, la formación y el acceso a las herramientas y recursos de la industria que permitan avanzar en las empresas creativas, innovadoras y de alto impacto. La misión de la organización es crear un cambio social a través del diseño y los negocios relacionados con la moda mediante la educación, la formación de programas y cultivar la colaboración, la sostenibilidad y el crecimiento económico. Alfombra roja vestido verde es una iniciativa global que muestra de manera sostenible la moda en la [alfombra [roja]] de los Premios Oscar, fundada por Suzy Amis Cameron.Los famosos que apoyan el proyecto incluyen a Naomie Harris, Missi Pyle, Kellan Lutz y Olga Kurylenko. Undress Brisbane es un desfile de moda de Australia que arroja luz sobre los diseñadores sostenibles en Australia.
Eco Age, es una empresa de consultoría especializada para que las empresas logren un crecimiento a través de la sostenibilidad. Es una de las organizaciones más reconocidas que promueven de manera sostenible. Su director creativo, Livia Firth, es también la fundadora de la Alfombra Desafío Verde que tiene como objetivo promover la ética de trajes hechos por diseñadores de moda.
La Iniciativa Ethical Fashion, un programa emblemático del Centro de Comercio Internacional, una agencia conjunta de las Naciones Unidas y la Organización Mundial del Comercio, permite a los artesanos que viven en la pobreza urbana y rural para conectar con la cadena mundial de la moda. La iniciativa también trabaja con la nueva generación de talentos de la moda de África, alentando colaboraciones creativas sostenibles y satisfactorias con los artesanos en el continente. La Iniciativa Ethical Fashion está encabezada por Simone Cipriani.
En España, existen distintas organizaciones que tratan de dar visibilidad e impulsar la sostenibilidad dentro de la industria de la moda, como SOStenible (@SOS_tenible en redes sociales), una plataforma digital creada a raíz de la pandemia del coronavirus que pretende educar a los consumidores y apoyar a las marcas de moda sostenible que están liderando el cambio de la industria. Otra de ellas es la creada por Gema Gómez en septiembre de 2011 la Plataforma de Moda Sostenible Slow Fashion Spain, que pasó a llamarse después Slow Fashion Next para dar formación a profesionales del sector textil en temas de sostenibilidad, negocio, y economía circular aplicada a la moda, y para dar visibilidad a las marcas que siguen criterios sociales y medio ambientales. Desde su creación, Slow Fashion Next organiza anualmente en el Museo del Traje el evento «Jornada de Moda Sostenible». 
Gansos Salvajes Magazine Es una de las principales referencias España. Es un magacín independiente en papel y en línea centrada en la difusión de la moda sostenible desde 2015.
En América Latina, también encontramos organizaciones comprometidas con el desarrollo sostenible. Es así como la Fundación Entre Soles y Lunas creó en el 2016 su programa, hoy uno de los principales, Universo MOLA. El movimiento internacional de moda sostenible latinoamericana que trabaja con todos los actores de la industria textil y moda para promover la sostenibilidad y el talento latinoamericano en la moda, tanto dentro como fuera del territorio latino. Tienen diferentes eventos, cursos en línea (MOLA Educa) y la red de actores de la industria (MOLA HUB), que los han posicionado como el movimiento líder en la región.

## Controversia
Aunque todo el algodón tiene una huella de carbono grande para su cultivo, la producción de algodón orgánico se considera una opción más sostenible para la tela, ya que está totalmente libre de pesticidas tóxicos destructivos y fertilizantes químicos. No obstante, los costes que comporta su producción son sensiblemente superiores a los del algodón convencional. Como alternativa, muchos diseñadores han comenzado a experimentar con fibra de bambú, que absorbe gases de efecto invernadero durante su ciclo de vida y crece rápidamente y en abundancia sin pesticidas. Aún con esto, la tela de bambú puede causar daños al medio ambiente en la producción debido a los productos químicos utilizados para convertir en suave y viscoso el bambú duro. Algunos creen que el cáñamo es una mejor opción para las telas ecológicas debido a su facilidad de crecimiento, a pesar de que sigue siendo ilegal en algunos países.
Frente a todas estas opciones, los impactos que genera la producción de nuevos materiales hace que de los materiales reciclados, reaprovechados o procedentes de excedentes sean probablemente la opción más sostenible, ya que esta materia prima no requiere de agricultura y ni de fabricación para su producción.
Recientemente, otra alternativa a la moda sostenible ha emergido, la cual utiliza fibras sintéticas con un proceso llamado tecnología AirDye que elimina toda el agua del proceso de teñido y estampado. Mientras que los críticos todavía apuntan a los productos químicos utilizados en la fabricación de materiales sintéticos, este método reduce significativamente el consumo de agua y la contaminación, mientras que el algodón (orgánico o no) utiliza una gran cantidad de agua durante las fases de crecimiento y teñido.

## Futuro de la moda sostenible
El 3 de mayo de 2012, se celebró la cumbre más grande del mundo en la moda sostenible en Copenhague, que reúne a más de 1.000 actores importantes de la industria para discutir la importancia de la industria de la moda sostenible. La cumbre de la moda de Copenhague tiene desde entonces a miles de personas de la industria de la moda interesadas en crear un movimiento dentro de la industria.
En julio de 2012, la Sustainable Apparel Coalition (SAC) lanzó el Índice Higg, un estándar de autoevaluación diseñado para medir y promover cadenas productivas sostenibles en la industria de prendas de vestir y calzado. Fundada en 2011, la Sustainable Apparel Coalition es una organización sin fines de lucro cuyos miembros incluyen a marcas minoristas que producen ropa o calzado; afiliados a la industria y asociaciones comerciales; como la Agencia de Protección Ambiental de Estados Unidos, instituciones académicas y organizaciones no lucrativas ambientales.
En 2022 la SAC decidió cancelar el High Index debido a acusaciones de la asociación de consumidores de Noruega.